# Dicheros modestus
Dicheros modestus är en skalbaggsart som beskrevs av Wallace 1867. Dicheros modestus ingår i släktet Dicheros och familjen Cetoniidae. Utöver nominatformen finns också underarten D. m. kachikun.